# Tulipa sprengeri
Tulipa sprengeri este o specie de lalea extrem de rară, originară din Turcia, a fost salvată de un colecționar olandez, care a cumpărat un singur bulb din Turcia, de unde s-a răspândit ulterior cu ajutorul grădinarilor, fiind unul dintre cele mai rare și scumpe specimene.